# Masowiec

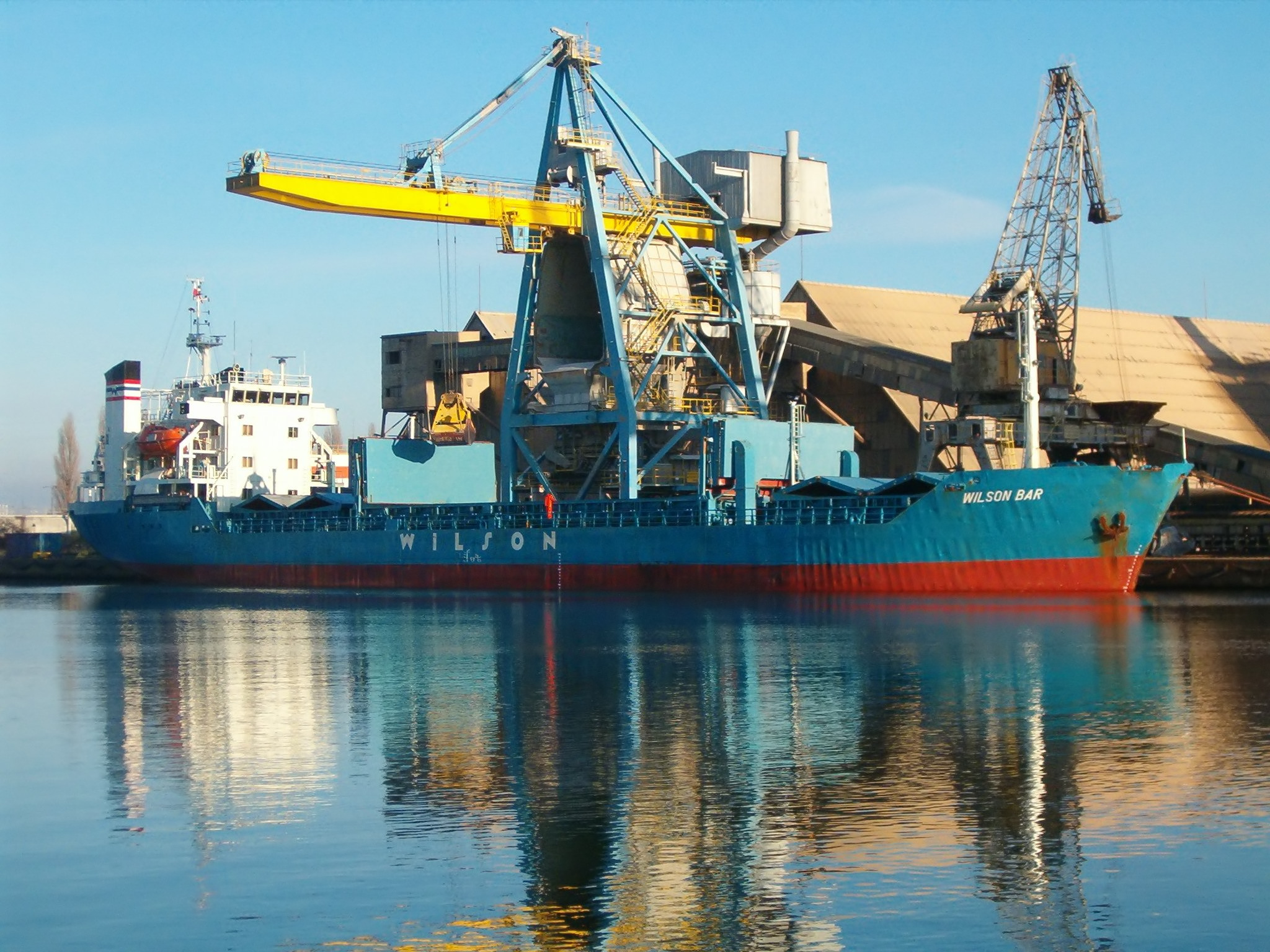
Załadunek masowca MS Wilson Bar

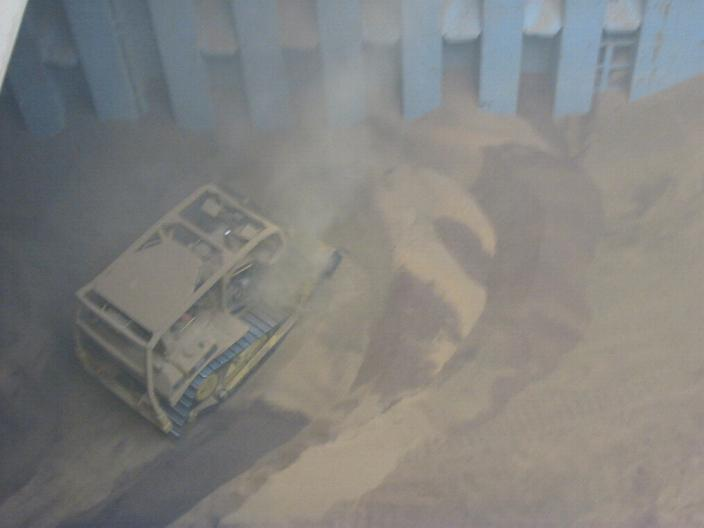
W ładowni masowca podczas wyładunku

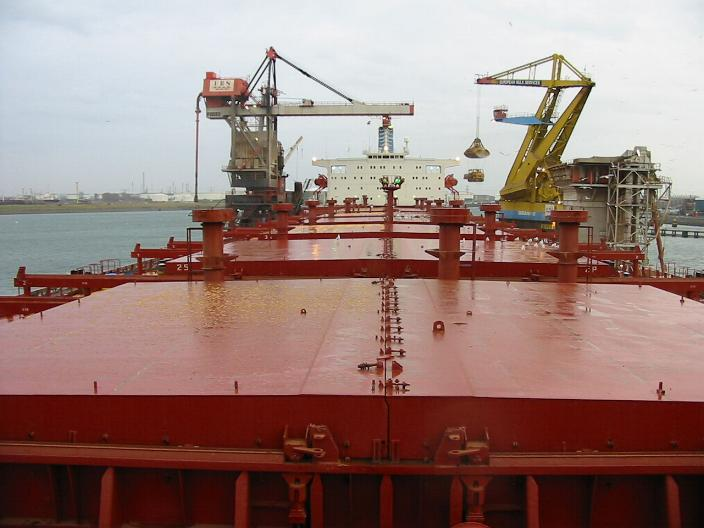
Capesize z perspektywy dziobu

Masowiec – statek wodny,  przeznaczony do przewozu suchych ładunków luzem, tj. bez opakowania, wsypywanych bezpośrednio do ładowni, jak np. węgiel, ruda, nawozy mineralne, zboża, siarka granulowana itp. Masowce używane są też bardzo często do przewozu ładunków półmasowych (break-bulk), czyli np. blach (także w kręgach), stali w innej postaci (szyn, kęsów hutniczych), drewna pakietyzowanego, papieru w rolach, a także kontenerów (masowco-kontenerowce) (zobacz też: kontenerowiec).
Potocznie masowcami nazywa się jedynie statki do przewozu suchych ładunków masowych i półmasowych, ale według systematyki naukowej w okrętownictwie do masowców zalicza się masowce suche i zbiornikowce – statki do przewozu płynnych ładunków masowych. Dawniej często spotykano zaliczanie do masowców (co znajdowało m.in. odzwierciedlenie we wspólnym zaszeregowaniu w statystykach) samochodowców.

## Typy
Masowce ze względu na wielkość dzielą się na następujące klasy:
- coaster (do 10 000 DWT) – małe masowce do lokalnej żeglugi w obrębie jednego morza, kontynentu, często przewozi ładunki półmasowe lub nietypową masówkę np. jabłka do produkcji koncentratu soku.
- handysize (od 10 000 do 35 000 DWT) – najpopularniejszy i uniwersalny typ masowca.
- handymax (od 35 000 do 50 000 DWT) – równie popularny jak handysize.
- supramax (od 50 000 do 59 000 DWT) – wykorzystywany przede wszystkim w czarterach.
- panamax (od 60 000 do 65 000 DWT) – używany przede wszystkim do transportu węgla kamiennego, zbóż lub rud metali.
- suezmax (od 65 000 do 150 000 DWT) – klasa ta wyodrębniła się po roku 1975 z chwilą modernizacji Kanału Sueskiego, ładunki takie same jak panamax.
- capesize (od 150 000 DWT) – przede wszystkim używane do przewozu rudy żelaza lub węgla kamiennego na bardzo dalekie dystanse.

Obecnie największym masowcem jest MS Vale Brasil.
Polskim armatorem eksploatującym przede wszystkim masowce jest Polska Żegluga Morska.